# Darius Johnson-Odom
Darius Earvin Johnson-Odom (* 28. September 1989 in Raleigh, North Carolina) ist ein US-amerikanischer Basketballspieler, welcher bei Vanoli Cremona in der Lega Basket Serie A unter Vertrag steht. Johnson-Odom ist nach dem ehemaligen Basketball-Superstar Earvin „Magic“ Johnson benannt und spielt auf der Position des Guards.

## Karriere

### College
Johnson-Odom spielte in seiner Collegezeit für die Marquette University. In seiner ersten Saison nach seiner Highschool-Zeit in der Wakefield High School, spielte er rund 30 Minuten und erzielte 13 Punkte pro Spiel. Seine Feldwurfquote betrug 45,5 %. In seiner zweiten Saison war er nur wenig länger auf dem Platz, konnte aber rund drei Punkte mehr pro Partie erzielen. In seiner letzten Saison auf dem College, der Junior-Saison, konnte er sich in vielen relevanten Bereichen (Rebounds, Punkte, Assists, Steals etc.) gegenüber den Saisons zuvor steigern, wurde unter anderem auch einmal zum Spieler der Woche ernannt, in einem Spiel gegen die Villanova University konnte er sein Karrierehoch von 24 Punkten erzielen. Aufgrund seiner Leistungen in der Preseason wurde er ins Preseason All-Big East First Team gewählt. Nach der Saison meldete er sich für den NBA-Draft 2012 an.

### NBA
Johnson-Odom wurde beim Draft an 55. Stelle von den Dallas Mavericks ausgewählt, wenige Zeit später transferierten diese ihn allerdings zu den Los Angeles Lakers. Im Team der Lakers konnte sich Johnson-Odom allerdings nicht durchsetzen und wurde daraufhin zu den Los Angeles D-Fenders in die NBA Development League transferiert. Im Januar wurde der bestehende Vertrag zwischen Johnson-Odom und den Lakers aufgelöst. 2014 kam er für die Philadelphia 76ers erneut zu einigen NBA-Einsätzen.

### Stationen außerhalb der USA
Nachdem er 2013 jeweils kurzzeitig bei BK Spartak Sankt Petersburg und den Sichuan Blue Whales unter Vertrag gestanden hatte, wechselte Johnson-Odom zur Saison 2014/15 nach Italien zu Pallacanestro Cantù. Danach spielte er in der Türkei (Trabzonspor) und Griechenland (Olympiakos Piräus) bevor es ihn wieder nach Italien (Dinamo Sassari, Vanoli Cremona) zog. Nach einem positiven Dopingtest wurde Johnson-Odom im September 2018 für acht Monate gesperrt.